# Pop the Glock/Ready to Uff
Pop the Glock/Ready to Uff é o primeiro extended play (EP) da cantora norte-americana Uffie lançado em 27 de fevereiro de 2006. O EP contém quatro faixas sendo as canções "Pop the Glock" e "Ready to Uff" e remixes das duas canções. Uffie gravou "Pop the Glock", em 2005, quando ela tinha apenas 17 anos de idade e depois de mostrar a Busy P, proprietário da gravadora francesa Ed Banger Records, ela assinou um contrato com a gravadora. 
"Pop the Glock" foi escrito por Uffie e produzido por Feadz. "Ready to Uff", foi escrito por Uffie e Feadz e produzido por Mr. Oizo. Um vídeo músical foi feito para a canção "Pop the Glock", foi lançado em 3 de outubro de 2009 e foi dirigido por Nathalie Canguilhem. O vídeo foi filmado na casa de destaque em Boogie Nights e conta com a participação de Sky Ferreira.

## Lista de faixas
| N.º | Título                            | Compositor(es) | Produtores | Duração |  |
| 1.  | "Pop the Glock"                   | Uffie, Feadz   | Feadz      | 3:29    |  |
| 2.  | "Pop the Glock" (SebastiAn remix) | Uffie, Feadz   | SebastiAn  | 2:42    |  |
| 3.  | "Ready to Uff"                    | Uffie, Feadz   | Mr. Oizo   | 3:28    |  |
| 4.  | "Ready to Uff" (TV faixa)         | Uffie, Feadz   | Mr. Oizo   | 3:26    |  |